# 宇都宮文星短期大学
宇都宮文星短期大学（うつのみやぶんせいたんきだいがく、英語: Utsunomiya Bunsei Junior College）は、栃木県宇都宮市上戸祭4-8-15に本部を置く日本の私立大学。1989年創立、1989年大学設置。

## 概観

### 大学全体
- 栃木県宇都宮市に所在した日本の私立短期大学で、設置主体は学校法人宇都宮学園[1]。
- 1989年に2学科を擁して開学し[2]、後に専攻科も設置された。1999年度入学生より1学科体制に縮小。
- 2021年度の入学生を最後に[注釈 1]、2023年に短期大学としての使命を終える[4]。

### 建学の精神（校訓・理念・学是）
- 宇都宮文星短期大学における建学の精神は「三敬精神」となっている。「三敬」とは、「一つ自己を敬え、一つ他人を敬え、一つ仕事を敬え」である。

### 教育および研究
- 宇都宮文星短期大学には地域総合文化学科が設置されており、食に関する素材の吟味や、調理、マナーなど食文化についての総合的な学びを通して、国家資格(調理師、栄養士、製菓衛生師受験資格)を取得することを目指す「フードフィールド」がある。小田ひで次による講義も行われていた。

### 学風および特色
- 宇都宮文星短期大学には地域総合文化学科と称した学科が置かれているが、これは地域密着型の多様な領域設置が認められた総合学科であることから、多様なジャンル科目が設置されているところに特色がある。
- 資格取得教育や実地における実技実習を重視している
- チューター制度が取り入れられており、学生各の生活指導や援助が行われている。
- 宇都宮文星短期大学の学園祭は「北斗祭」と呼ばれ概ね10月に行われていた[5]。

## 沿革
- 1988年
  - 12月22日 左記を以て文部省[注 2]より短期大学の設置が認可される[6]。
- 1989年
  - 4月1日 宇都宮文星短期大学が以下の学科体制にて開学[注 3]
    - 美術学科[注釈 2]。
    - 文化学科[注釈 2]
- 1992年
  - 4月1日 専攻科の設置が認められ、以下の課程を設ける[注 4]。
    - 美術専攻 入学定員15名
- 1998年
  - 4月1日 以下の学科については、この年度で学生募集を最終とする[注 5]。
- 2004年
  - 4月1日 文化学科を地域総合文化学科に改組[注 6]。
- 2012年〜2020年
  - 4月1日 地域総合文化学科の入学定員を100→70に減員★。
- 2021年
  - 4月1日 この年度で短期大学としての学生募集を最終とする[注釈 1]。
- 2023年
  - 9月4日 左記をもって正式に廃止となる[4]。

## 基礎データ

### 所在地
- 栃木県宇都宮市上戸祭4-8-15[注 7]

### 象徴
- 宇都宮文星短期大学のカレッジマークは北斗七星をイメージとしたものとなっている[6]

## 年度別学生数
- 1989年度以降の学生数はその該当年度の5月1日時点でのデータである。なお、2000年度以降は、当該当年度以降の『全国学校総覧』において学生数の記載がないため、省略した。

| -      | 美術学科   | 文化学科   | 出典     |
| ------ | ---------- | ---------- | -------- |
| 1989年 | 男18 女69  | 男8 女126  | [ 20 ]   |
| 1990年 | 男37 女138 | 男27 女227 | [ 21 ]   |
| 1991年 | 男52 女177 | 男37 女240 | [ 22 ]   |
| 1992年 | 男55 女212 | 男42 女282 | [ 注 8 ] |
| 1993年 | 男47 女205 | 男51 女289 | [ 25 ]   |
| 1994年 | 男45 女219 | 男54 女243 | [ 26 ]   |
| 1995年 | 男56 女207 | 男67 女179 | [ 27 ]   |
| 1996年 | 男64 女186 | 男86 女151 | [ 28 ]   |
| 1997年 | 男62 女174 | 男81 女129 | [ 29 ]   |
| 1998年 | 男55 女164 | 男53 女86  | [ 30 ]   |
| 1999年 | 男24 女77  | 男44 女101 | [ 31 ]   |

## 教育および研究

### 組織

#### 学科
- 地域総合文化学科 入学定員70名[注 10]
  - ライフデザインフィールド
  - フードフィールド

##### 学科の変遷
- 美術学科 入学定員100名[注 11]
- 文化学科→地域総合文化学科

#### 専攻科
- 美術専攻 入学定員15名[36]

#### 別科
- なし

##### 取得資格について
- 栄養士・調理師の各国家資格と製菓衛生師受験資格が得られるカリキュラムがある。何れもフードフィールドにて取得可能だが、一度に複数の取得は出来ない。なお、資格取得は任意である。
- 中学校教諭二種免許状（美術）が過去にあった美術学科にて設けられていた旨の記載が右記資料にある[34]。

## 施設

### キャンパス
- 第1キャンパス
  - 管理棟
  - 図書館
  - 南校舎棟
  - 北校舎棟
  - 体育館
  - 学生食堂：「レストラン竹」と称する
- 第2キャンパス
  - 調理実習棟
  - 栄養士実習棟
  - 製菓衛生師棟(3号館)

## 対外関係

### 他大学との協定
- 放送大学[37]

### 系列校
- 文星芸術大学
- 文星芸術大学附属中学校・高等学校
- 宇都宮文星女子高等学校

## 社会との関わり
- 栃木県立益子芳星高等学校との高大連携教育の連携に関する協定書が2007年6月27日に結ばれている。
- 公開講座が行われている。

## 卒業後の進路について

### 就職について
- コースにより多少の違いはあるものの、一般企業への就職者が多いものとなっている。

### 編入学・進学実績
- 系列の文星芸術大学ほか札幌国際大学・東北学院大学・いわき明星大学・作新学院大学・上武大学・川村学園女子大学・武蔵野美術大学・立正大学・金沢星稜大学・京都精華大学・名古屋造形大学・大阪芸術大学・高野山大学などがある。

## 関係者
- 小田ひで次：本短大特任講師

### 著名な卒業生
- 大仏見富士（タレント・小説家)
- 小野中彰大（漫画家）
- 仔鹿リナ（漫画家・イラストレーター）

### 大学関係者組織
- 宇都宮文星短期大学には、在学生の保護者により結成された「父母の会」がある。

## 当時の交通アクセス
- JR宇都宮線宇都宮駅または東武宇都宮線東武宇都宮駅より関東バスを利用。「文星大学前」バス停留所下車すぐの場所にあった。